# Extrablatt (Magazin)
Extrablatt – Österreichs illustriertes Magazin für Politik und Kultur war eine in den Jahren 1977 bis 1982 in Wien monatlich erscheinende Zeitschrift.

## Geschichte
Das Magazin stand den Ideen des linken Flügels der SPÖ nahe. Die Berichterstattung über österreichische Themen war kritisch und investigativ. Den Auslandsreportagen, besonders aus Lateinamerika und Nordafrika, wurde viel Platz eingeräumt.
Chefredakteur und Gesellschafter war Harald Irnberger, ein weiterer Redakteur war Hans Kronberger. Im Extrablatt haben einige bedeutende österreichische Schriftsteller, Autoren und Fotografen frühe Arbeiten publiziert, darunter Elfriede Jelinek, Christoph Ransmayr, Erich Hackl, Franz Schuh,  Willy Puchner, Janko Ferk sowie Didi Sattmann und Marie Luise Kaltenegger. Art Director war der Kärntner Grafiker.
Die Titelblätter der ersten Ausgaben waren Bilder des Cartoonisten Manfred Deix, der hier seine ersten Zeitschriften-Cover publiziert hat. Daneben zeichnete für das Blatt auch der Cartoonist und Karikaturist Michael „Much“ Unterleitner.
Aus wirtschaftlichen Gründen musste die Zeitschrift 1982 ihr Erscheinen einstellen. Das Nachfolgemedium M. Das Magazin war mit wenigen Ausgaben sehr kurzlebig. Harald Irnberger ging als Korrespondent nach Nicaragua, später nach Südspanien. Er starb Anfang August 2010 in Andalusien.